# Železnička kolonija
Železnička kolonija (en serbe cyrillique : Железничка колонија) est un quartier de Belgrade, la capitale de la Serbie. Il est situé dans la municipalité urbaine de Zemun. Au recensement de 2002, il comptait 5 557 habitants.
En serbe, le nom du quartier signifie « la colonie ferroviaire ».

## Emplacement
Železnička kolonija est situé au sud-ouest de la zone urbaine de Zemun, le long de la voie de chemin de fer Belgrade-Novi Sad. Le quartier est entouré par ceux de Novi Grad au nord et Kolonija Zmaj au sud ; à l'est, il s'étend en direction de celui de Kalvarija.

## Caractéristiques
Železnička kolonija a été construit en 1929 près de la gare de Zemun-Novi Grad, ce qui lui a valu son nom. Le centre originel du quartier est constitué de 28 immeubles résidentiels, bâtis à titre provisoire ; en revanche, les bâtiments ont été conservés depuis lors.
Un petit parc a été créé en 2007.